# Szabó Károly (színművész, 1864–1925)
Adámi Szabó Károly (Szalkszentmárton, 1864. január 30. – Szeged, 1925. március 26.) színész, színházi titkár.

## Életútja
Szabó József cipész és Gacsa Balogh Julianna fiaként született, 1864. február 2-án keresztelték. 1882. október havában lépett a színipályára, majd Makó Lajos szegedi színtársulatának sokáig volt titkára. Nyugdíjba ment 1914. november havában. Összesen 42 esztendőt töltött a színház világában. Egyheti betegség után hunyt el 61 éves korában tüdőgyulladásban.
Neje Pivonka Vilma Vincencia, színésznő, aki született 1876. december 24-én, Budapesten, s színpadra lépett 1894. március 21-én.